# Мітрідат III (цар Коммагени)
Мітрідат III Антіох Епіфан (д/н — 12 до н. е.) — цар Коммагени в 20—12 роки до н. е.

## Життєпис
Походив з династії Єрвандідів. Син царя Мітрідата II. Про дату народження та рештку життя замало відомостей. Близько 30 року до н. е. одружився з Іотапою, донькою Артавасда I, царя Атропатени. В шлюбі мав 4 дітей. 20 року до н. е. після смерті батька став новим царем Коммагени.
Загалом продовжував політику попередника, спрямований на збереження союзних, фактично васальних, стосунків з Римською імперією та проведенням внутрішньої еллінізації з нахилом у звеличення правлячої династії спорудами й скульптурами.
Помер 12 року до н. е. Йому спадкував син Антіох III.

## Родина
Дружина — Іотапа, донька Артавасда I. Двоюрідна сестра Мітрідата III.
Діти:
- Ака II, дружина Фрасилла Мендеського, філософа і астролога
- Антіох III (д/н—17), цар Коммагени
- Іотапа Старша, сестра і дружина Антіоха III, царя Коммагени
- Іотапа Молодша, дружина Сампсікерама II, царя Емеси